# Zygia collina
Zygia collina là một loài thực vật có hoa trong họ Đậu. Loài này được (Sandwith) Barneby & J.W. Grimes miêu tả khoa học đầu tiên năm 1997.